# Luna Sabella
Luna Sabella (Venlo, 9 juli 2010), beter bekend onder de artiestennaam Luna, is een Nederlandse zangeres en actrice.

## Biografie
Sabella werd geboren in Venlo en groeide op in de dorpskern Belfeld. Ze heeft Italiaanse roots door haar Italiaanse vader. Op zevenjarige leeftijd begon Sabella met audities te doen bij musicals en op te treden. In 2021 deed ze mee aan The Voice Kids, maar door aantijgingen van seksueel gedrag tegen The Voice in BOOS: This is The Voice werd deze nooit uitgezonden. In 2022 won Sabella de finale van het Junior Songfestival met het nummer La Festa, waardoor ze Nederland mocht vertegenwoordigen op het Junior Eurovisiesongfestival 2022. Op het liedjesfestijn trad ze als eerste van de zestiende deelnemende acts aan. Luna kreeg 128 punten waarmee ze op een zevende plek eindigde.
Naast haar zangcarrière is Sabella ook actrice. In 2024 is ze te zien als Maud in de AVROTROS-televisieserie Summer Break op NPO Zapp.

## Discografie
- "La Festa" (2022)
- "Mysterie" (2023)
- "Pico Bello" (2023)
- "Ozosnel" (2023)
- "Balliamo" (2024)
- "Ciao Bella" (2024)
- ”Musica” (2025)
- ”Arrivederci” (2025)

- MusicBrainz: cddde0c1-64b2-4f39-8227-3d73fef84055

2003: Roel ·
2004: Klaartje & Nicky ·
2005: Tess ·
2006: Kimberly ·
2007: Lisa, Amy & Shelley ·
2008: Marissa ·
2009: Ralf ·
2010: Anna & Senna ·
2011: Rachel ·
2012: Femke ·
2013: Mylène & Rosanne ·
2014: Julia ·
2015: Shalisa ·
2016: Kisses ·
2017: FOURCE ·
2018: Max & Anne ·
2019: Matheu ·
2020: UNITY ·
2021: Ayana ·
2022: Luna Sabella ·
2023: Sep & Jasmijn ·
2024: Stay Tuned